# Lomonosov (cráter)

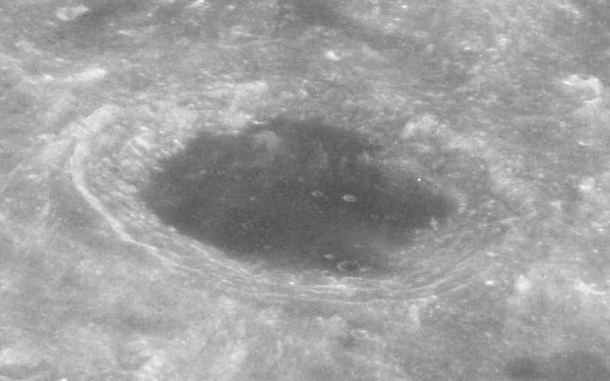
Fotografía de la misión Apolo 8

Lomonosov es un cráter de impacto que se encuentra justo detrás del terminador occidental de la Luna. Está casi unido al borde exterior este-noreste del cráter de mayor tamaño Joliot, y supera el borde sur de Maxwell. Junto al borde sur de Lomonosov se encuentra el cráter Edison, algo más pequeño.
|  |

El suelo interior de Lomonosov ha sido reconstituido por flujos de lava, dejando una superficie oscura y nivelada marcada tan solo por unos diminutos cráteres y algunas franjas de material del sistema de marcas radiales de Giordano Bruno. Solamente la parte más baja del interior del cráter ha sido inundada por la lava, y una gran parte de la pared interna del borde permanece descubierta, siendo más estrecha en el borde norte, donde el cráter se encuentra sobre Maxwell. También se observa material desprendido en la base de la pared interior.
|  |  |

Este cráter fue nombrado formalmente por la UAI en 1961.